# 第一对开本

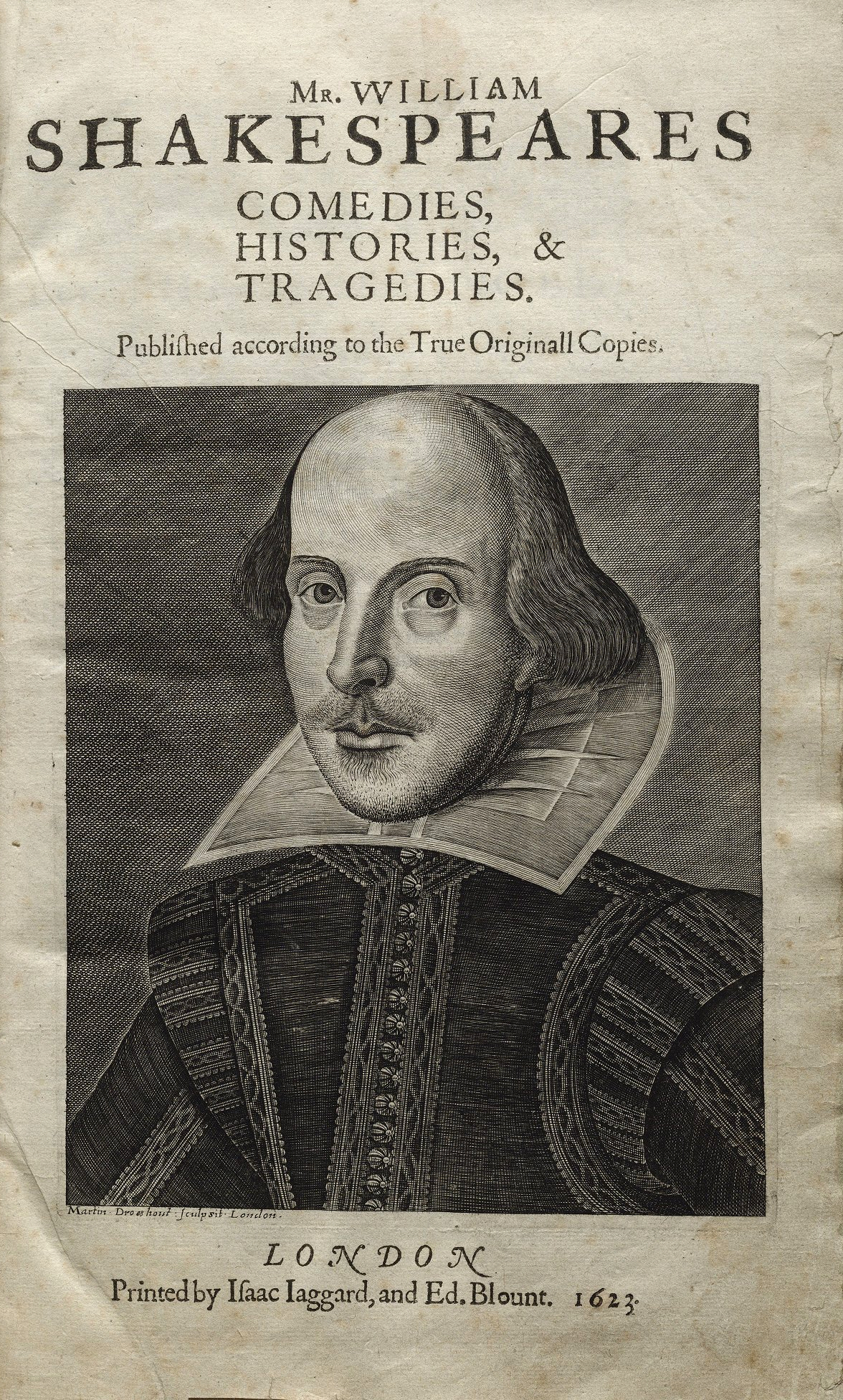
1623年出版的《第一对开本》扉页，版画像为马丁·德鲁肖特创作。

《第一对开本》（英語：First Folio）是现代学者为第一部威廉·莎士比亚剧本合集命名的名字。其实际名称为《威廉·莎士比亚先生的喜剧、历史剧和悲剧》（Mr. William Shakespeares Comedies, Histories, & Tragedies）。
作品集以对开本形式印刷，共包括莎士比亚36部作品，由莎士比亚在国王剧团的同事约翰·赫明斯和亨利·康德尔于1623年筹划出版，距莎士比亚逝世大约7年。尽管莎士比亚的18部剧本已经在1623年之前以四开本形式发行，《第一对开本》却为莎士比亚大约20部剧本提供了仅有的可靠来源，同时也为已经出版过的剧本提供了重要的来源。除了《两位贵族亲戚》和《泰尔亲王佩力克尔斯》之外，对开本中包括了普遍认为属于莎士比亚的作品。另外两部失传作品《爱得其所》和《卡登尼欧》，以及诗也没有收录其中。

## 印刷
《第一对开本》的内容由赫明斯和康德尔收集整理，书商工会的成员书商爱德华·布朗特和与威廉·贾加德和艾莎克·贾加德父子出版该书。贾加德父子既是印刷商也是书商，这种结合的情况并不多见但也不是唯一的。威廉·贾加德对于国王剧团看起来是一个奇怪的选择，因为他曾经出版了可疑的莎士比亚合集《热情的朝圣者》，并且在1619年印刷了10本莎士比亚的并没有明确授权的四开本，其中部分日期和扉页有错误。分析原因是《第一对开本》的排版和印刷是如此巨大的一项工程因此国王剧团只是需要贾加德公司的生产量。（无论如何，威廉·贾加德又老又弱，1623年失明，并在书籍销售前一个月逝世，大部分工作由他儿子艾莎克完成。）
《第一对开本》的发行商还包括两家出版业公会成员，他们具有以前印刷的一些单独剧本的授权：威廉·阿斯普勒（《无事生非》和《亨利四世第二部》）与约翰·斯梅斯威克（《爱的徒劳》、《罗密欧与茱丽叶》和《哈姆雷特》）。斯梅斯威克是另一位贾加德，威廉·贾加德的兄弟约翰·贾加德的商业合作伙伴。
《第一对开本》的实际印刷很可能是在1621年4月到10月期间，中间由于其他工作的原因而停顿，之后从1622年秋天进行到次年秋天。书籍从1623年底开始销售。牛津大学博德利图书馆于1624年初收到该书。（1664年《第三对开本》面世后，该书成为废弃的版本以24英镑被售出。）

## 内容
《第一对开本》中的36部剧本按以下顺序排列，以前从来没有发表过的作品以（#）号表示。研究目录表明作品是按照原始类型来排列的。
注：“草稿”（foul papers）指莎士比亚的创作时的草稿；当剧本完成后，由作者或抄写员准备草稿的“抄本”（transcript）或“修订本”（fair copy）。这种形式的“手稿”（manuscripts）有很多注释标明准确和详细的舞台指导，一起所有表演需要的数据。之后产生提白版本（prompt-book），提白员使用这个版本引导剧本的表演。所有的这些手稿组合在一起，可以成为印刷版的来源。在很少的情况下，一个印刷的版本可能加上注解成为提白版本，比如《仲夏夜之梦》。Q1表示单个剧本的第一四开本，Q2表示第二四开本，以此类推。
喜剧

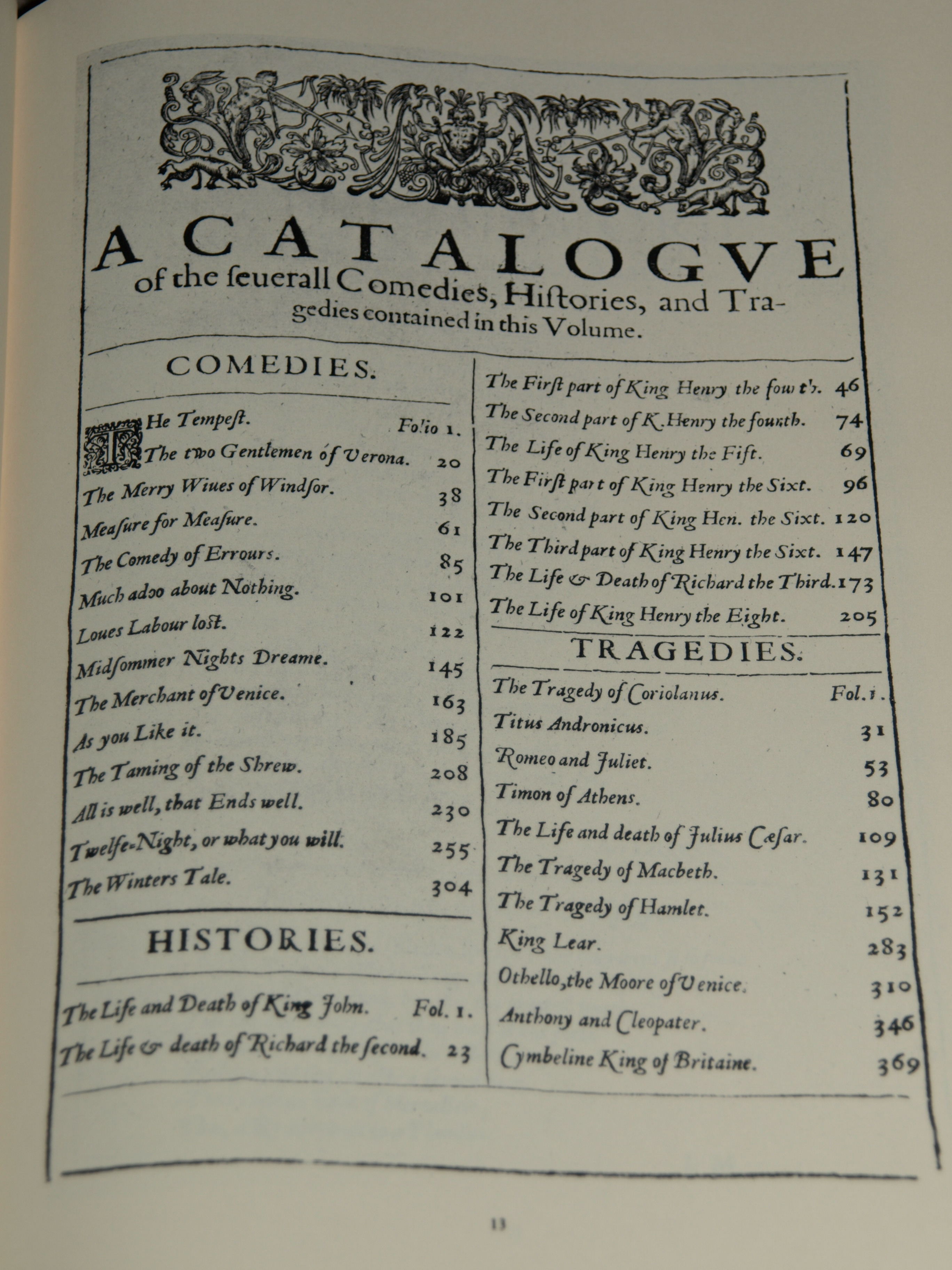
《第一对开本》目录

1. 《暴風雨》（The Tempest） （#）——该剧本来自拉尔夫·克兰准备的手稿，克兰是国王剧团职业代笔人。他提供了一个高质量的版本，包括正式的演员和场景的划分，大量使用插入语和以连字符号连接的形式，以及其他鲜明的特点。
2. 《维洛那二绅士》（The Two Gentlemen of Verona）又译：《两贵亲》（#）——另一部拉尔夫·克兰提供的抄本。
3. 《温莎的风流娘们》（The Merry Wives of Windsor）——另一部拉尔夫·克兰提供的抄本。
4. 《一报还一报》（Measure for Measure）又译：《请君入甕》、《量罪记》、《将心比心》 （#）——可能是另一部拉尔夫·克兰提供的抄本。
5. 《错中错》（The Comedy of Errors）又译：《错中错喜剧》、《错误的喜剧》（#）——可能来源于莎士比亚的草稿，注释很少。
6. 《无事生非》（Much Ado About Nothing）又译：捕风捉影——排版来自于四开本，注释很少。
7. 《爱的徒劳》（Love's Labour's Lost）——排版来自Q1的修正版。
8. 《仲夏夜之梦》（A Midsummer Night's Dream）——排版来自Q2，详细的注解，很可能是演员提白版本。
9. 《威尼斯商人》（The Merchant of Venice）——排版来自Q1修改较少的修正版。
10. 《皆大欢喜》（As You Like It）（#）——来自提白者加上较少注释的高质量的手稿。
11. 《馴悍记》（The Taming of the Shrew）（#）——来自莎士比亚的草稿，有一些注解，可能是准备用作提白版本。
12. 《终成眷屬》（All's Well That Ends Well）又译：《如愿》（#）——可能来自莎士比亚的草稿或抄本之一。
13. 《第十二夜》（Twelfth Night or What You Will）（#）——来自提白版本或抄本。
14. 《冬天的故事》（The Winter's Tale）（#）——另一部拉尔夫·克兰提供的抄本。

历史剧
1. 《约翰王》（King John）（#）——不确认，可能是提白版本或草稿。
2. 《理查二世》（Richard II）——排版来自Q3和Q5，根据提白版本修正。
3. 《亨利四世 (第一部)》（Henry IV, part 1）——排版来自Q5的修改版。
4. 《亨利四世 (第二部)》（Henry IV, part 2）——不确认，抄本和四开本的结合。
5. 《亨利五世》（Henry V）——莎士比亚草稿
6. 《亨利六世 (第一部)》（Henry VI, part 1）（#）——可能是作者原稿的抄本
7. 《亨利六世 (第二部)》（Henry VI, part 2）——可能是莎士比亚原稿，作为提白版本。
8. 《亨利六世 (第三部)》（Henry VI, part 3）——同上。
9. 《理查三世》（Richard III）——很难确定：可能是部分来自Q3，部分来自Q6的原稿，也可能是草稿。
10. 《亨利八世》（Henry VIII）（#）——排版来自作者手稿的校正本。

悲剧
1. 《特洛伊罗斯与克瑞西达》（Troilus and Cressida） ——可能来自四开本，与莎士比亚草稿校对。
2. 《科利奥兰纳斯》（Coriolanus）（#）——高质量的作者抄本
3. 《泰特斯·安特洛尼克斯》（Titus Andronicus） ——排版来自Q3，可能是作为提白版本。
4. 《罗密欧与朱丽叶》（Romeo and Juliet）——Q3的重印版本。
5. 《雅典的泰门》（Timon of Athens） （#）——来自莎士比亚的草稿或抄本。
6. 《朱利叶斯·凯撒》（Julius Caesar）（#）——来自提白版本或提白版本的抄本。
7. 《哈姆雷特》（Hamlet）——《第一对开本》中最困难的问题之一：可能是来自Q2和原稿的综合。
8. 《麦克白》（Macbeth）——可能来自提白版本。
9. 《李爾王》（King Lear）——一个困难的问题：主要基于Q1，可能参考了Q2，并根据提白版本修正。
10. 《奧賽羅》（Othello）——另一个困难的问题：可能排版基于Q1，根据高质量的原稿修正。
11. 《安东尼与克莉奥佩屈拉》（Antony and Cleopatra）（#）——草稿或者抄本。
12. 《辛白林》（Cymbeline） （#）——可能另一部拉尔夫·克兰提供的抄本，或者为提白版本。

《特洛伊罗斯与克瑞西达》原来计划排在《罗密欧与朱丽叶》之后，但是排版可能因为版权的问题而停止。后来问题解决后被插入到悲剧的第一部，但是没有出现在目录中。

## 排字工人
现代学者确认，《第一对开本》的文字由五位排字工人排版，他们的拼写习惯、特点和能力水平各不相同。研究人员将他们分成A到E，A最准确，E是一名学徒，在处理手稿的时候有明显的困难。他们在《第一对开本》中的排版页数如下表所示（其中+表示半页）：
|   | 喜剧 | 历史剧 | 悲剧 | 总计 |
| A | 74   | 80     | 40   | 194  |
| B | 143  | 89     | 213  | 445  |
| C | 79   | 22     | 19   | 120  |
| D | 35+  | 0      | 0    | 35+  |
| E | 0    | 0      | 71+  | 71+  |

排字工人E最有可能是一位约翰·利尔森，他的学徒期合同从1622年11月4日开始。另外四位中的一位可能是沃里克郡的约翰·莎士比亚，1610年到1617年在贾加德手下当学徒。（当时“莎士比亚”是沃里克郡一个常用的名字。）

## 《第一对开本》相关数据
沃尔特·威尔逊·格雷格认为国王剧团的提白人爱德华·奈特担任了《第一对开本》原稿的校对工作。奈特负责剧团脚本的维护和注解，并保证剧本的剪切和修改遵从活动主管（Master of the Revels）的要求。
《第一对开本》总计900页，其中134页在书本印刷的时候经过校对和修正。因此，《第一对开本》与现代版本相比有相当多的印刷错误。《第一对开本》修正了大约500个错误。这些由排字工人修正的错误只是一些简单的打字排印错误，仅仅修正他们自己工作中的过失而已。有证据表明他们几乎从来不再度查阅手稿，
《第一对开本》排版和装订为6张一组——即3张纸对折叠在一起成一个6张12页小册子。印刷完毕后，6张组装并装订在一起。纸张为双面印刷，意味着第一个小册子的第1页和第12页是一起印刷的，成为最外面的两页；之后第2页和第11页印在同一张纸的反面。同样操作第2张纸，第3页和第10页印在同一面，而第4页和第9页印在反面；第3张纸则将第5和8页印在一面，第6和7页印在反面。之后第一个小册子就可以按照页的正确顺序装订。接下来的小册子以同样的方式印刷第13到24页。这就需要排字工人提前估计每一页可以排多少文字。如果排字工人从原稿（可能是零乱、修改过的手稿）来设置的话，他们的计算很可能经常或多或少，导致他们需要扩展或压缩文字。一行诗可能被印成两行；或者诗被印成散文的格式来节约空间；一些行和小节甚至被省略（为评估莎士比亚作品带来困扰）。

## 使用《第一对开本》表演莎士比亚作品
一些莎士比亚导演和剧团认为现代版本的莎士比亚比本经过了大量的修改，以增加可读性，删除了《第一对开本》中一些表演的提示，如大小写、不同的标点符号、甚至改变或删除整个词。剧团中根据《第一对开本》来制作的公司包括河畔莎士比亚剧团（Riverside Shakespeare Company），该公司从1980年早期就开始根据《第一对开本》作为他们的台词指导来制作他们的舞台剧。帕特里克·塔克是最早向河畔莎士比亚剧团的演员和导演展示这项“技巧”的人，他原属于皇家莎士比亚剧团（Royal Shakespeare Company），他制作的莎士比亚作品完全基于《第一对开本》。有记录显示塔克在1980年早期为演员、导演和教师开设了讨论会，这是第一次在纽约举办这类研讨会，由河畔莎士比亚剧团在曼哈顿的莎士比亚中心组织，引起了对《第一对开本》持续的关注，不久以后导致了《第一对开本》以流行的平装本形式再度发行，使普通大众更容易接受。如今，很多表演莎士比亚作品的剧团和艺术节使用《第一对开本》作为他们制作的基础和训练课程。
然而，《第一对开本》并没有包括剧本的每一个词，比如《哈姆雷特》中的一些小段落被删除了，其中包括赫瑞修的第一幕台词“A mote it is to trouble the mind's eye”，以及后面的演说“In the most high and palmy state of Rome”。哈姆雷特在第四幕第四场中和丹麦船长的遭遇也缺失了。最关键的缺失可能是独白“How all occasions do inform against me”（许多事情之发生，都像是在谴责我......）。
尽管《第一对开本》有不同的格式和偶尔的相互矛盾之类的问题，如今，当提到我们这个时代制作最多的剧作家——莎士比亚作品的时候，它已经成为“演员的圣经”（actor's Bible）。

## 现今价值
《第一对开本》最初的价格为1英镑，相当于今天的95-110英镑或190-220美元。
普遍认为《第一对开本》一共印刷了大约1000本。现在已经发现233本，其中44本在英国，145本在美国。大英图书馆收藏计5本，华盛顿福尔杰莎士比亚图书馆收藏79本，也是世界上藏有该书最多的地方。
它是最有价值的印刷书籍之一。2001年10月8日纽约佳士得拍卖了一册，成交价高达616.6万美金。2003年牛津大学奥列尔学院将一册《第一对开本》以350万英镑的价格卖给收藏家保罗·格蒂。
2006年7月13日，威廉博士图书馆通过索斯比拍卖行将一册完整的《第一对开本》拍卖。该书为17世纪原始装订，以280万英镑的价格落锤。这册书是仅存的大约40册完整版本之一（大部分留下来的版本是不完整的），除此之外只有一个完整版本在私人收藏者手中。
2014年11月底，在法國北部小鎮聖奧梅爾的圖書館在清點館藏時，發現1623年出版的威廉·莎士比亞合集《第一對開本》。

## 脚注
1. ↑  术语“第一对开本”常用于其他适当的上下文中，如本·琼森1616年出版的第一对开本作品合集，以及博蒙特和弗莱彻1647年出版的第一对开本剧本合集。
2. ↑  Robert M. Smith （1939年7月），《Why a First Folio Shakespeare Remained in England》，发表于《The Review of English Studies》15: 第257-264页。
3. ↑  G. Blakemore Evans （1974年），《The Riverside Shakespeare》，Boston, Houghton Mifflin。
4. ↑  F. E. Halliday（1964年），《A Shakespeare Companion 1564-1964》，Baltimore, Penguin，第113页。
5. ↑  Halliday，第390页。
6. ↑  Halliday，第319页。
7. ↑  《The First Folio of Shakespeare》， Doug Mostin做序，Applause Books，1995年，第vii页。
8. ↑  《法国图书馆现莎翁《第一对开本》 全球存233本》，于2014年11月27日查阅。
9. 1 2 3  《Folio freaks: the fetishisation of Shakespeare's First Folio》 （页面存档备份，存于），于2008年3月30日查阅。
10. ↑  《WILLIAM SHAKESPEARE’S FIRST FOLIO SELLS FOR $6,166,000 AT CHRISTIE’S NEW YORK, ESTABLISHING A WORLD AUCTION RECORD FOR ANY 17TH CENTURY BOOK》，克里斯蒂拍卖行官方网站，于2008年3月30日查阅。
11. ↑  《What's Up - Antiquarian Books》 （页面存档备份，存于），于2008年3月30日查阅。
12. ↑  《College sells First Folio of the Bard to pay bills》，于2008年3月30日查阅。
13. ↑  《Bard's first folio fetches £2.8m》 （页面存档备份，存于），BBC发表于2006年7月13日，于2008年3月30日查阅。
14. ↑  . 中央社. 2014-11-27  [2014-11-29]. （原始内容存档于2014-12-05）.